# AO Trikala
AO Trikala is een Griekse voetbalclub. De club heet voluit Athlitikos Omilos Trikalon (Grieks: Αθλητικός Όμιλος Τρικάλων), wat Atletiek Associatie van Trikala betekent. De thuisbasis van de club is het Trikalastadion (Grieks: Δημοτικό Στάδιο Τρικάλων) in Trikala.
De club werd in 1963 opegericht als fusie tussen de lokale clubs Achilles en Α.Ε.Τ.. De club speelde meerdere periodes op het hoogste niveau maar was begin deze eeuw teruggezakt naar het vierde niveau. In 2009 kwam de club weer uit in de Gamma Ethniki maar in het seizoen 2010/11 werd de club wegens financiële malversaties en fraude bij de licentie-aanvraag uit de competitie genomen. De profsectie ging failliet en onder de naam Trikala 2011 werd door de amateurtak samen met Thyella Petrotou een doorstart gemaakt die in het seizoen 2011/12 op het laagste amateurniveau speelt.

## Erelijst
- Beta Ethniki: 1964, 1968, 1971, 1999.
- Delta Ethniki: 2005, 2009

## Bekende (oud-)spelers
- Lazar Radović
- Gertjan Tamerus